# Galt, Kalifornien
Galt är en stad (city) i Sacramento County, i delstaten Kalifornien, USA. Enligt United States Census Bureau har staden en folkmängd på 23 941 invånare (2011) och en landarea på 15,4 km².